# Karl 14. Johans statsråd (1840–1844)
Karl 14. Johans andet statsråd var Sveriges regering under Karl 14. Johan af Sverige fra 1840 til 1844.
Kongen var regeringschef, mens udenrigsstatsministeren og justitsstatsministeren fungerede som vicestatsministre. 

## Justitsstatsministre
- Arvid Mauritz Posse (1840)
- Carl Petter Törnebladh (1841-1843)
- Lars Herman Gyllenhaal (1843-1844)

## Udenrigsstatsministre
- Gustaf Algernon Stierneld (1838-1842)
- Albrecht Elof Ihre (1842-1848)

## Andre ministre
Filosoffen Samuel Grubbe var konsultativt statsråd i 1840–1844. Desuden var han Ecklesiastikminister i 1840–1842. 